# Sarah Leonard
Sarah Leonard, née à Winchester le 10 avril 1953 et morte le 31 octobre 2024, est une soprano britannique .

## Biographie
Sarah Leonard a étudié à la Guildhall School of Music and Drama de Londres avant de rejoindre les BBC Singers puis l'Ensemble Endymion.

## Discographie
- Œuvres d'Henryk Górecki, Erik Satie, Milhaud et Bryars, avec Christopher Bowers-Broadbent à l'orgue, chez ECM (1992)
- My Heart Is Like A Singing Bird, chez IMP (1993)
- Œuvres de Franz Lehár sur le disque When the Heart is Young, chez Beulah (2000)
- Sarah Was Ninety Years Old d'Arvo Pärt, sur le disque Miserere, chez ECM (2000)
- What Next?, opéra en un acte d'Elliott Carter, avec l'Orchestre de chambre de la Radio néerlandaise dirigé par Peter Eötvös, chez ECM (2003)
- Da pacem Domine d'Arvo Pärt, sur le disque Lamentate, avec le Hilliard Ensemble, chez ECM (2005)
- Aventures, Nouvelles aventures de György Ligeti avec l'orchestre Schoenberg Ensemble, dirigé par Reinbert de Leeuw.